# パイパー PA-46

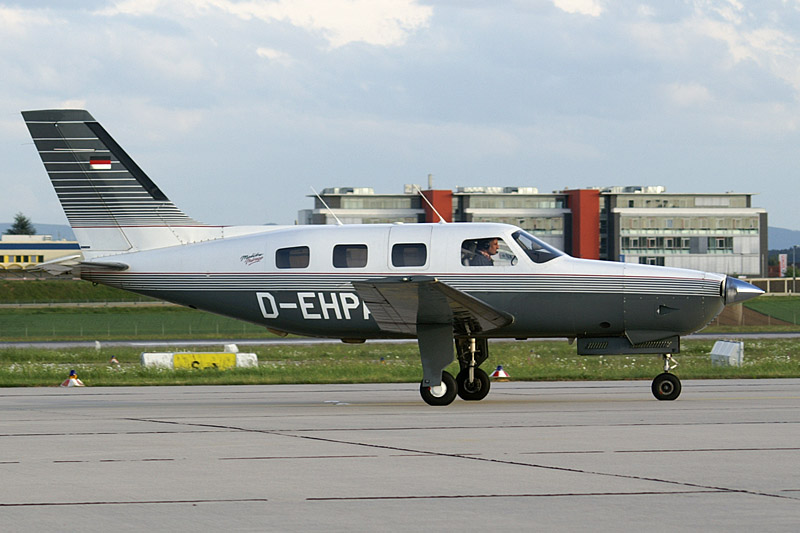
PA-46 マリブ

パイパー PA-46（Piper PA-46）は、パイパー・エアクラフトが製造する軽飛行機シリーズ。愛称はマリブ。

## 概要
1982年末、パイパー社は新しい考え方の与圧キャビンを持つピストンエンジン単発機を発表した。これは軽レシプロ与圧双発機（セスナ 340やビーチクラフト デュークなど）の内容を単発で実現しようとした意欲作で、実際に軽レシプロ与圧双発機は徐々に生産を減じていくことになる。
ピストン単発機に与圧キャビンを装備するという考え自体は1960年代ごろから存在した（最初はムーニー M22である）。
戦後の小型機用エンジンにおける過給はスーパーチャージャー（GSIO-470など）によることから始まったが、過給圧の制御に有効な手段がまだ確立されておらず、離着陸訓練中のオーバーブースト（GSIO-470を装備したビーチクラフト65クイーンエアなど）など、慎重な取り扱いを要する面があった。1960年代後半になると、ギャレット・エアリサーチ社などによって小型のターボチャージャーが実用化される。過給圧制御にウエイストゲート(Waste Gate)を用いる現在の補器類レイアウトが確立され、取り扱いが容易になるとともに、低価格化も進んで普及し始めた。
レシプロエンジンにターボチャージャーを装備することで、性能的には巡航高度上限が15,000フィート程度から25,000フィートへと向上したが、この高空性能を生かすため、乗組員は11,000フィート以上での煩わしい酸素マスクの着用と上昇降下による、身体的負荷をともなう気圧変化に耐えなければならなかった。
与圧キャビンがあればこれらの諸問題を解決するので、ムーニー M22で初めて与圧ピストン単発機が試みられ、その後もセスナ 210に与圧キャビンを与えたP210などが続いた。
PA-46-310P マリブ（Malibu）は、これらの初期世代のピストン単発与圧機とは異なった2つの特徴がある。
幅広の胴体
2クラス上のピストン双発機のような椅子と椅子の間に通路を持つ幅広の胴体を、ピストン単発機としては初めて採用（当時のカタログ上でパイパー社は「Cabin class」と呼んでいた）。乗員はパイロット1名と乗客5名。
グライダーのような翼
高高度性能を向上するため、グライダーのような高アスペクト比の薄い翼を与えて、単発のパワーでも高高度巡航を可能にした。
これらによって、ピストン単発機の免許で、非与圧軽双発機（パイパーセネカなど）並みのコストで、与圧双発機（ビーチデュークなど）のように、25,000フィートを対地速度250ノットで巡航することを可能にした。
マリブの試作機は1979年11月30日に初飛行しており、1983年9月に形式証明を取得、予告通り同年12月から引き渡しを開始した。
マリブはその後も改良が行われ、エンジンメーカーをコンチネンタルからライコミングに変更したマリブ・ミラージュ（Malibu Mirage）、ターボプロップエンジン(P&W PT-6)を装備するマリブ・メリディアン（Malibu Meridian）、そしてマリブ・ミラージュから与圧式キャビンを取り除いた廉価版のマトリックス（Matrix）を発売した。現在はマリブ・ミラージュがM350、マリブ・メリディアンがM500へ名称変更され、生産が続いている。

## 派生型

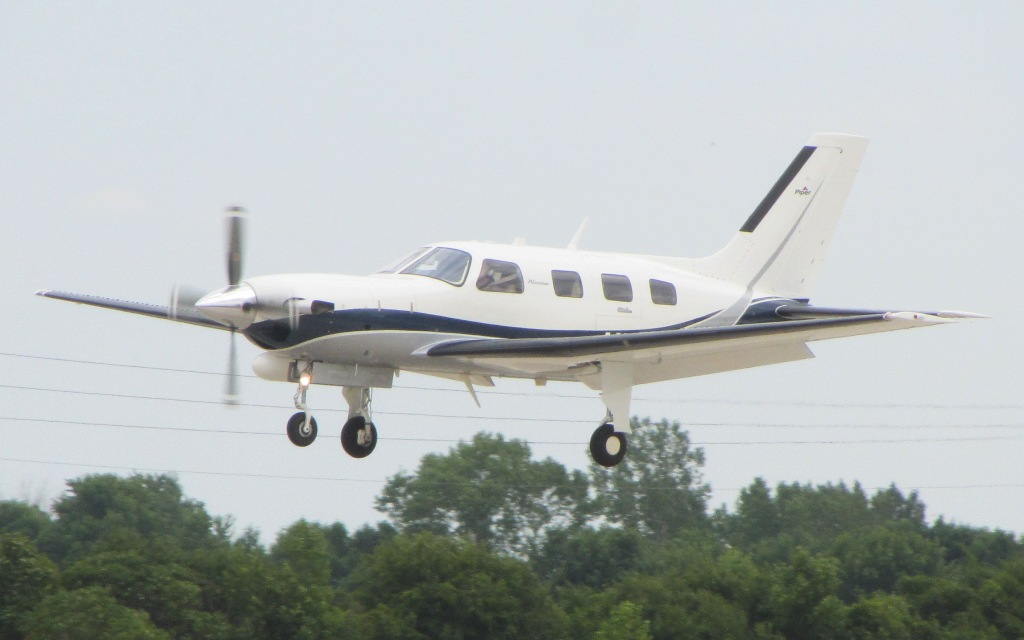
PA-46-500TP マリブ・メリディアン

PA-46-310P マリブ
最初の量産型。エンジンはテレダイン・コンチネンタル製TSIO-520-BE（310 hp）を搭載。404機生産。
PA-46-350P マリブ・ミラージュ/M350
エンジンをテキストロン・ライカミング製TIO-540-AE2A（350 hp）に強化。現在生産中。
PA-46-500TP マリブ・メリディアン/M500
エンジンをプラット・アンド・ホイットニー・カナダ製PT6A-42A（500 hp）に変更したターボプロップ型。現在生産中。
PA-46-350T マトリックス
マリブー・ミラージュの非与圧型。
M600
M500のエンジンはそのままに、出力向上、燃料容量増加などを行った型。現在生産中。

## 要目（PA-46-350P）
- 全長：8.81 m
- 全幅：13.11 m
- 全高：3.44 m
- 翼面積：16.26 m2
- 全備空虚重量：1,416 kg
- 最大離陸重量：1,968 kg
- エンジン：テキストロン・ライカミング TIO-540-AE2A 水平6気筒ピストンエンジン（350hp） × 1
- 最大水平速度：407 km/h
- 証明認定高度：7,620 m
- 航続距離：1,953 km（最大燃料時）
- 乗客：最大5名
- 乗員：1名

## 関連情報
- 調布市PA-46墜落事故
- 2019年パイパー PA-46墜落事故
- 調布飛行場